# Atelomycterus marmoratus
Atelomycterus marmoratus és una espècie de peix de la família dels esciliorrínids i de l'ordre dels carcariniformes.

## Morfologia
- Els mascles poden assolir 70 cm de longitud total.[4]

## Reproducció
És ovípar.

## Hàbitat
És un peix marí de clima tropical i associat als esculls de corall.

## Distribució geogràfica
Es troba des del Pakistan i l'Índia fins a Malàisia, Singapur, Indonèsia, Nova Guinea, Tailàndia, el Vietnam, les Filipines, el sud de la Xina i Taiwan.